# المعهد العربي الأمريكي
المعهد العربي الأمريكي أسسه جيمس زغبي في 1985، ويعمل المعهد في توضيح مساهمة العرب الأمريكيين في سياسة وابحاث الحكومة على المستوى القومي والولاية والمحلي في دوائر العرب الأمريكيين ومنتدى لمواقف إجماع حول قضايا محلية وأجنبية ملحة. يمنح سنويا جائزة «جبران خليل جبران للروح الإنسانية».

## وصلات خارجية
- الموقع الرسمي